# Hälltjärnen (Säfsnäs socken, Dalarna)
Hälltjärnen är en sjö i Ludvika kommun i Dalarna och ingår i Göta älvs huvudavrinningsområde.